# Elsa Grube-Deister

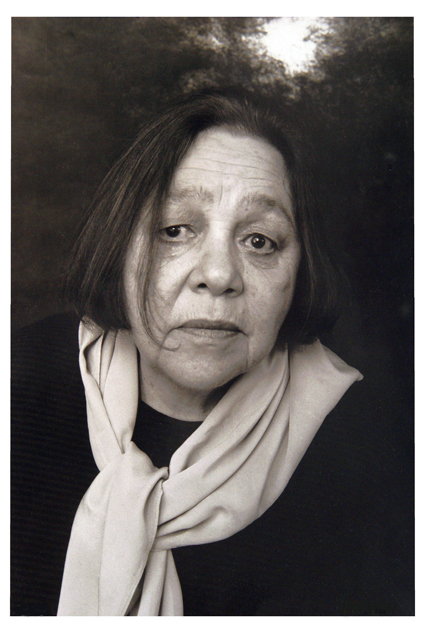
Elsa Grube-Deister (1994)

Elsa Grube-Deister (* 11. Januar 1926 in Hamburg; † 7. Dezember 2001 in Bollersdorf) war eine deutsche Schauspielerin. Die Schauspielerin stand fast 40 Jahre auf der Bühne und blieb vor allem als Anna Quangel in dem Dreiteiler Jeder stirbt für sich allein dem Fernsehpublikum in Erinnerung.

## Leben und Werk
Elsa Grube-Deister begann ihre Schauspielkarriere auf Bühnen in Bielefeld, Chemnitz, Neuruppin und Eisenach, bevor sie 1953 von Bertolt Brecht und Helene Weigel ans Berliner Ensemble geholt wurde, wo sie ein Engagement erhielt. Hier spielte sie einige Jahre, bis sie 1960 ans Deutsche Theater Berlin wechselte, wo sie bis 1999 auf der Bühne arbeitete. In Aufführungen wie Peter Hacks’ Antikenbearbeitung der „Schönen Helena“ von 1964 feierte sie an der Seite von Fred Düren erste Erfolge. Weitere Höhepunkte ihrer Bühnentätigkeit waren die Verkörperung der Daja in Friedo Solters Interpretation der Ringparabel von 1966, sowie 1972 die Mitwirkung in Juno und der Pfau, einer Sean O’Casey-Inszenierung von Adolf Dresen, die zu ihrem größten Erfolg wurde. Im Jahr 1999 hatte die Künstlerin als Frau Schulze in Gerhart Hauptmanns Der rote Hahn als 73-Jährige ihren letzten Bühnenauftritt.

„Sie gehört nicht zu denen, die etwas von sich hermachen, sondern zu denen, die etwas aus sich machen. Sie spielt mit, nicht auf, und schon gar nicht spielt sie sich in den Vordergrund.“

Neben ihrer Bühnenarbeit spielte sie ab Ende der 1950er Jahre auch in Film- und Fernsehproduktionen des DFF und der DEFA. Anfangs in Bühnenadaptionen ihrer Theaterrollen, wie 1969 in Nathan der Weise, später auch in ernsten Rollen der DEFA wie ihrer Verkörperung einer Trümmerfrau in dem Nachkriegsfilm Steinzeitballade von 1960.

„Hier zeigt sich schon ihre absolut eigenartige Ausstrahlung, eine seltsame Mischung aus handfester Bodenständigkeit und tagtraumhafter Tätigkeit. Sie war ganz hier und zugleich nicht ganz von dieser Welt.“

Bekanntheit als Filmschauspielerin erlangte sie aber vor allem 1970 durch den dreiteiligen Fernsehfilm Jeder stirbt für sich allein nach dem gleichnamigen Buch von Hans Fallada. Mit Regisseur Konrad Wolf drehte sie 1974 Der nackte Mann auf dem Sportplatz, gefolgt von weiteren Filmprojekten. Auch nach der Wende war sie als Künstlerin gefragt, so dass sie fortan in bundesdeutschen Fernsehfilmen zu sehen war.
Elsa Grube-Deister heiratete 1969 den in Nanjing geborenen Ting-i Li. Sie verstarb im Alter von 75 Jahren an den Folgen einer schweren Krankheit in Bollersdorf und wurde dort auf dem Gemeindefriedhof beigesetzt.

## Filmografie (Auswahl)
- 1957: Sheriff Teddy
- 1958: Die Erschaffung der Welt (Stvorení sveta, Sprecherin)
- 1958: Die Mutter (Theateraufzeichnung)
- 1961: Steinzeitballade
- 1962: Das verhexte Fischerdorf
- 1963: Karbid und Sauerampfer
- 1963: Christine
- 1964: Pension Boulanka
- 1965: Lots Weib
- 1967: Kater Lampe (Fernsehfilm)
- 1968: Wege übers Land
- 1969: Jungfer, Sie gefällt mir
- 1970: Junge Frau von 1914 (Fernsehmehrteiler)
- 1970: Jeder stirbt für sich allein (Miniserie)
- 1970: Unter den Linden – Geschichte und Geschichten (Fernsehfilm)
- 1973: Apachen
- 1974: Der nackte Mann auf dem Sportplatz
- 1975: Bankett für Achilles
- 1975: Juno und der Pfau (Theateraufzeichnung)
- 1976: Lasset die Kindlein… (Fernsehfilm)
- 1976: Leben und Tod Richard III. (Theateraufzeichnung)
- 1978: Ich zwing dich zu leben
- 1979: Professor Tarantoga und ein seltsamer Gast
- 1979: Plantagenstraße 19
- 1979: Nachtspiele
- 1980: Levins Mühle
- 1981: Aus der Franzosenzeit (Fernsehfilm)
- 1981: Meschkas Enkel (Fernsehfilm)
- 1982: Familie Rechlin (Fernseh-Zweiteiler)
- 1986: Der unbekannte Großvater (Fernsehfilm)
- 1988: Der blaue Boll (Theateraufzeichnung)
- 1992: Der Brocken
- 1992: Das große Fest (Fernsehfilm)
- 1994: Ich klage an…
- 1996: Deutschlandlied (Fernsehserie)
- 1997: Polizeiruf 110 – Über den Tod hinaus (Fernsehreihe)
- 1998: Liebe deine Nächste!
- 1999: Nichts als die Wahrheit
- 1999: Polizeiruf 110 – Mörderkind
- 2000: Liebesengel (Fernsehfilm)

## Theater
- 1955: Alexander Ostrowski: Ziehtochter (Lisa) – Regie: Angelika Hurwicz (Berliner Ensemble)
- 1960: Bertolt Brecht: Die Dreigroschenoper (Lucy) – Regie: Erich Engel (Berliner Ensemble)
- 1961: Anton Tschechow: Der Kirschgarten (Dunjascha) – Regie: Wolfgang Heinz (Deutsches Theater Berlin)
- 1962: Peter Hacks (nach Aristophanes): Der Frieden (Herbstfleiß) – Regie: Benno Besson (Deutsches Theater Berlin)
- 1962: Nikolai Pogodin: Der Mann mit dem Gewehr (Katja) – Regie: Horst Schönemann (Deutsches Theater Berlin)
- 1964: Molière: Tartuffe (Kammerzofe) – Regie: Benno Besson (Deutsches Theater Berlin – Kammerspiele)
- 1964: Peter Hacks (nach Offenbach/Meilhac/Halévy): Die schöne Helena (Helena) – Regie: Benno Besson (Deutsches Theater – Kammerspiele)
- 1965: Alfred Matusche: Der Regenwettermann (Schwester des Totengräbers) – Regie: Wolf-Dieter Panse (Deutsches Theater Berlin – Lesetheater)
- 1967: Nikolai Gogol: Heirat (Heiratsvermittlerin) – Regie: Hans-Diether Meves (Deutsches Theater Berlin – Kammerspiele)
- 1969: Mattias Braun (nach Euripides): Die Troerinnen (Andromache) – Regie: Wolfgang Heinz (Deutsches Theater Berlin)
- 1970: Hans Magnus Enzensberger: Das Verhör von Habana – Regie: Manfred Wekwerth (Deutsches Theater Berlin)
- 1972: William Shakespeare: Leben und Tod Richard des Dritten – Regie: Manfred Wekwerth (Deutsches Theater Berlin)
- 1975: Heinrich von Kleist: Der zerbrochne Krug (Rull) – Regie: Adolf Dresen (Deutsches Theater Berlin)
- 1975: Heinrich von Kleist: Prinz Friedrich von Homburg oder die Schlacht bei Fehrbellin (Kurfürstin) – Regie: Adolf Dresen (Deutsches Theater Berlin)
- 1976: Wassili Schukschin: Der Standpunkt (Brautmutter) – Regie: Wolfgang Heinz (Deutsches Theater Berlin)
- 1977: Euripides: Medea (Medea) – Regie: Horst Sagert/Brigitte Soubeyran (Deutsches Theater Berlin)
- 1978: Gerhart Hauptmann: Michael Kramer (Mutter) – Regie: Wolfgang Heinz (Deutsches Theater Berlin)
- 1978: Heinz Kahlau/Reiner Bredemeyer: Die Galoschenoper (Peachum-Gattin) – Regie: Friedo Solter (Deutsches Theater Berlin)
- 1980: Federico García Lorca: Bernarda Albas Haus (La Poncia) – Regie: Piet Drescher (Deutsches Theater Berlin)
- 1984: Michail Bulgakow: Die letzten Tage (Puschkin) – Regie: Friedo Solter (Theater im Palast (TiP))
- 1986: Hermann Sudermann: Der Sturmgeselle Sokrates (Frau Hartmeyer) – Regie: Thomas Langhoff (Deutsches Theater Berlin – Kammerspiele)
- 1988: Michael Frayn: Der nackte Wahnsinn (Hausangestellte) – Regie: Carl-Hermann Risse (Theater im Palast (TiP))

## Hörspiele
- 1965: Giovanni Boccaccio: Vier ergötzliche Geschichten aus dem Dekamerone des Messer Giovanni Boccaccio (Sprecherin) – Regie: Renate Thormelen (Hörspiel – Litera)
- 1969: Peter Hacks nach Aristophanes: Der Frieden (Herbstfleiß) – Regie: Wolf-Dieter Panse (Hörspiel – Rundfunk der DDR)
- 1970: Hans Christian Andersen: Das häßliche junge Entlein (Henne) – Regie: Dieter Scharfenberg (Kinderhörspiel – Litera)
- 1972: Brüder Grimm: Das blaue Licht (Hexe) – Regie: Dieter Scharfenberg (Kinderhörspiel – Litera)
- 1972: Brüder Grimm: Tischlein deck dich (Ziege) – Regie: Dieter Scharfenberg (Kinderhörspiel – Litera)
- 1978: Helmut Bez: Jutta oder die Kinder von Damutz (Mutter) – Regie: Fritz Göhler (Hörspiel – Rundfunk der DDR)
- 1978: Rudi Strahl: Die Trauerrede (Ella) – Regie: Werner Grunow (Kurzhörspiel – Rundfunk der DDR)
- 1980: Friedrich Schiller: Maria Stuart (Kennedy) – Regie: Werner Grunow (Hörspiel – Rundfunk der DDR)
- 1981: Hans Christian Andersen: Der standhafte Zinnsoldat (Fischfrau) – Regie: Heiner Möbius (Kinderhörspiel – Litera)
- 1981: Brigitte Hähnel: Die Einladung (Frau) – Regie: Barbara Plensat (Hörspiel – Rundfunk der DDR)
- 1983: Heinz Drewniok: Unterm Birnbaum – Regie: Wolfgang Schonendorf (Hörspiel – Rundfunk der DDR)
- 1985: Volksbuch: Till Eulenspiegels mehrsteils wohlige Nacht in der Herberg zu Kneiteln (Ann Wibken) – Regie: Andreas Scheinert, Jürgen Schmidt (Hörspiel – Litera)
- 1986: Theodor Storm: Die Regentrude (Mutter Stine) – Regie: Jürgen Schmidt (Kinderhörspiel – Litera)
- 1987: Theodor Fontane: Frau Jenny Treibel (Jenny Treibel) – Regie: Werner Grunow (Hörspiel – Rundfunk der DDR)
- 1987: Fred Rodrian: Weihnachtsgeschichten (Erzählerin) – Regie: Karin Lorenz (Kinderhörspiel – Litera)
- 1988: Joachim Goll: Geschenkt ist geschenkt (Anna) – Regie: Werner Grunow (Hörspiel – Rundfunk der DDR)
- 1988: Hans Christian Andersen: Die kleine Seejungfrau (Meerhexe) – Regie: Werner Buhss (Kinderhörspiel – Litera)
- 1996: Klaus Pohl: Wartesaal Deutschland Stimmen Reich (Anita, Putzfrau) – Regie: Dieter Mann/Norbert Schaeffer (Hörspiel – SWF)